# Scuola Italiana di Comix

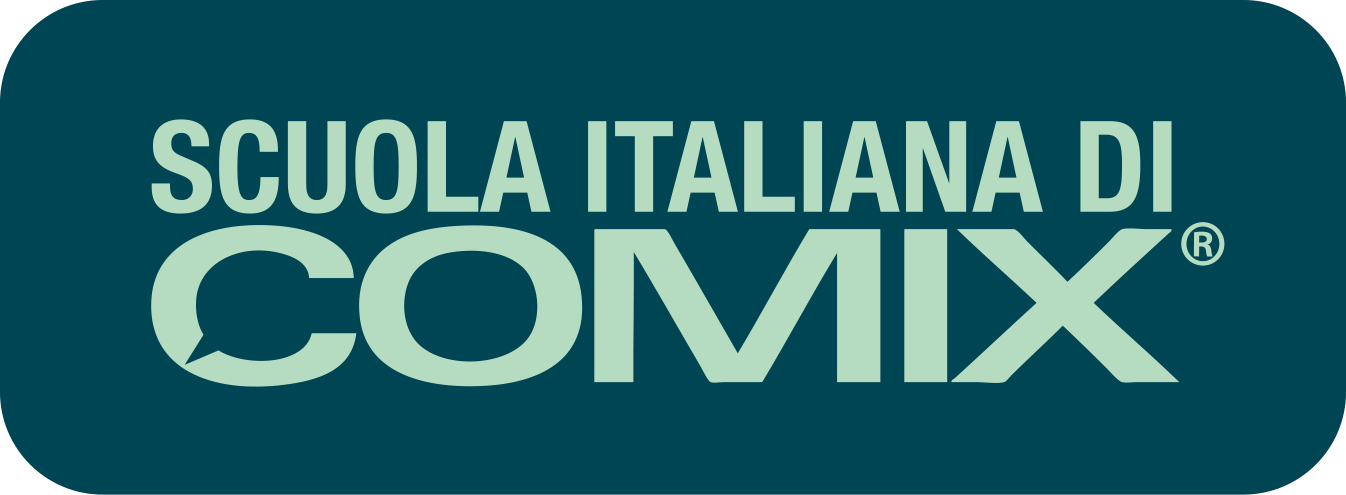
Logo della Scuola Italiana di Comix per l'anno accademico 2017/2018

La Scuola Italiana di Comix è una scuola d'arte con sede unica nella città di Napoli.

## Storia
La Scuola Italiana di Comix nasce a Napoli nel 1994, fondata da Daniele Bigliardo, Arturo Picca e Mario Punzo. Si tratta della scuola di fumetto ancora esistente più antica della Campania. Negli anni, accanto agli storici corsi di Fumetto e Disegno si sono aggiunti negli anni quelli di Illustrazione, Cinema di Animazione, Concept Art e Sceneggiatura. Tra gli insegnanti si sono succeduti alcuni dei maestri del fumetto italiano come Alessandro Nespolino, Giuseppe "Iko" Ricciardi, i gemelli Gianluca e Raul Cestaro, Andrea Scoppetta, Marco Castiello, Gianluca Acciarino, Pako Massimo e Andrea Chella.

## Didattica
Le formule didattiche si sono modificate negli anni con l’evolversi delle tecniche manuali e digitali, del gusto collettivo e delle esigenze del mercato, fino a raggiungere l'attuale organizzazione trimestrale e multidocente che permette agli allievi di essere seguiti in un iter costruito ad hoc.

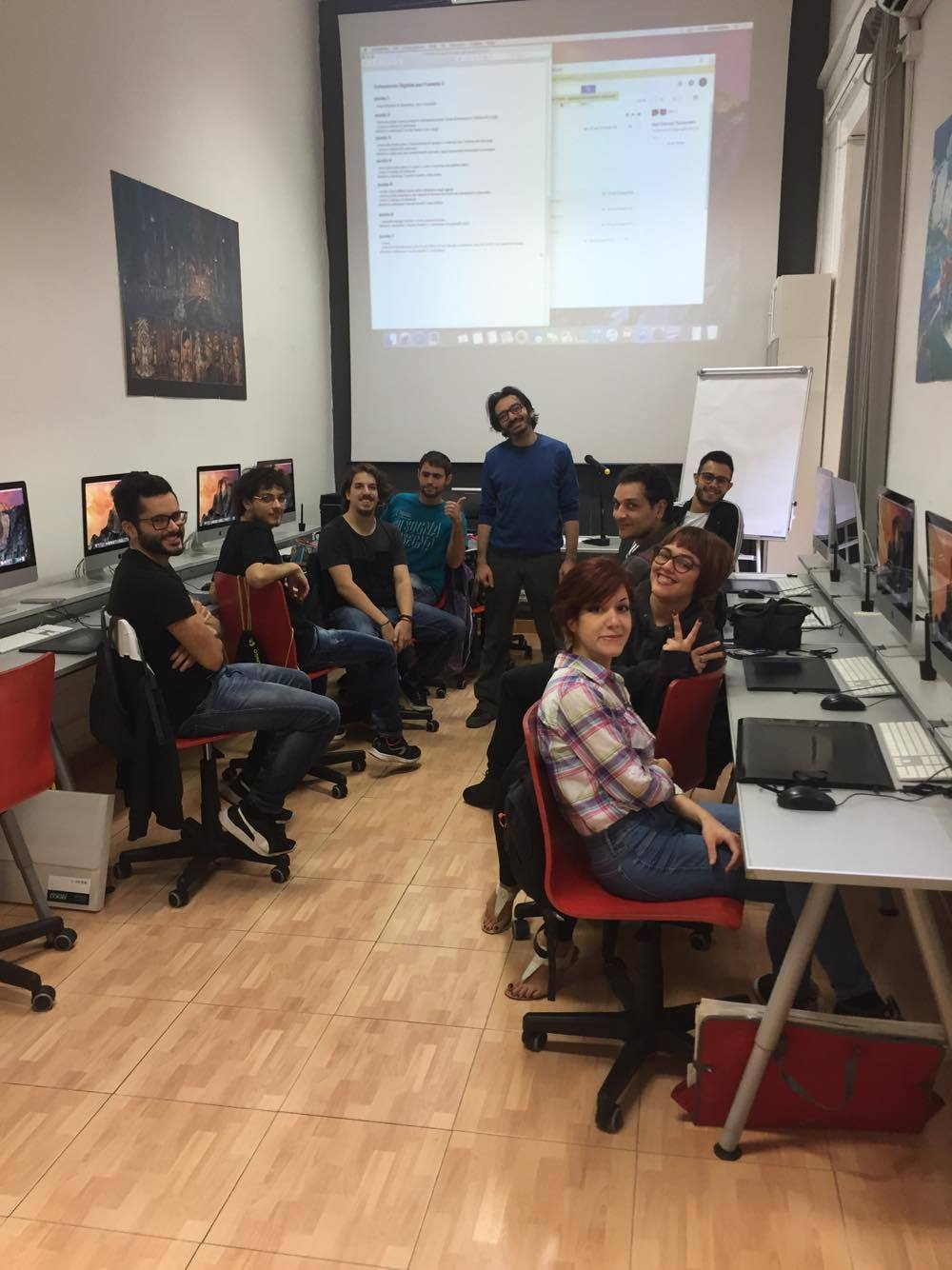
Primo giorno di corsi alla Scuola Italiana di Comix dell'anno accademico 2017/2018, con il docente Andrea Scoppetta.

L'offerta formativa si compone di corsi triennali e annuali che si concludono con un esame finale nella cui commissione sono sempre presenti editor o curatori delle più importanti case editrici o collane, tra i quali, negli ultimi anni, Daniel Pequeur, Mauro Marcheselli, Michele Foschini, Alessandro Rak e Roberto Recchioni.
I corsi principali sono strutturati in tre trimestri, coprendo un anno accademico che va da ottobre a giugno, con frequenza trisettimanale per un totale di sei ore a settimana.

## Organico attuale
La scuola è attualmente diretta da Mario Punzo, uno dei fondatori, ininterrottamente al timone fin dalla fondazione della struttura.La direzione artistica è affidata dal 2010 a Giuseppe Boccia, ideatore della famosa campagna promozionale Chi sogna disegna. Dal 2017 il coordinatore è Giandomenico "Ludwig" Maglione, noto al pubblico principalmente per la sceneggiatura del videogioco Shadows on the Vatican.
I docenti di ruolo al momento sono:
- Gianluca Acciarino - Fumettista Tex - Bonelli Editore
- Sergio Brancato - Sceneggiatore per RAI, Bonelli Editore
- Annarita Calligaris - Scenografa per MAD Entertainment
- Ivan Cappiello - Regista per MAD Entertainment
- Marco Castiello - Fumettista Star Wars - Dark Horse
- Andrea Chella - Fumettista Dylan Dog - Bonelli Editore
- Barbara Ciardo - Colorista per DC Comics, Marvel, Bonelli Editore
- Paco Desiato - Disegnatore e colorista per The Walt Disney Company
- Marino Guarnieri - Regista per Mad Entertainment
- Davide Maimone - Artista 3D per Mad Entertainment
- Pako Massimo - Fumettista e illustratore freelance
- Luca Russo - Novelist per Tunué
- Andrea Scoppetta - Illustratore e concept artist per Pixar e The Walt Disney Company
- Irene Servillo - Illustratrice per Barometz
- Mario Teodosio - Illustratore freelance
- Mario Testa - Disegnatore freelance
- Alessandra Vitelli - Illustratrice per Eli Publishing

Le attività di segreteria e amministrazione sono seguite da più di quindici anni dalla "colonna" Vittoria Potocnjak.